# Янчевский, Виктор Осипович
Виктор Осипович Янчевский (1858 — после 1922) — присяжный поверенный, депутат Государственной думы I созыва от Минской губернии.

## Биография
Польский дворянин, католик. Родом из Могилёвской губернии. Выпускник гимназии в городе Ельце Орловской губернии, которую окончил с золотой медалью. Затем окончил юридический факультет Киевского университета со степенью кандидат прав. С 1883 переехал в Минск, где служил присяжным поверенным.
Известный общественный деятель. С 1892 гласный, позднее председатель Минской городской думы. Был инициатором принятия проектов по установлению равенства прав польского и еврейского языков с русским, по учреждению в Минске университета и ремесленного училища. Один из организаторов Минского городского кредитного общества, председатель его Наблюдательного комитета. Был инициатором учреждения в Минске публичной библиотеки, выделил на это собственные средства. Передал библиотеке в дар около 1600 томов различных сочинений на русском и иностранных языках.  Председательствовал в ряде минских городских комиссий. В 1905 представлял Минск на Московском съезде городских деятелей, член Бюро съезда. Входил в Бюро земских и городских съездов, работал в комиссиях по окраинному вопросу, вопросу о выработке проекта избирательного закона. Входил в Союз автономистов. Состоял в Конституционно-демократической партии, деятельный член местной партийной группы.
14 апреля 1906 избран в Государственную думу I созыва от общего состава выборщиков Минского губернского избирательного собрания. Входил в Конституционно-демократическую фракцию и группу Западных окраин. Состоял в Комиссии по исполнению государственной росписи доходов и расходов. Участвовал в прениях по законопроекту «О неприкосновенности личности».
Во время первой мировой войны заместитель председателя Минского Союза городов. После Февральской революции 1917 года избран членом Минского комитета общественной безопасности, много вложил сил в создание милиции города, для чего часто встречался с её руководителем М. В. Фрунзе. 12—15 августа 1917 года участвовал в работе Государственного совещания в Москве. В 1919-1920 годы был членом Минского отдела польско-белорусского общества, ставившего перед собой задачу укрепления  взаимопонимания между белорусами, поляками, литовцами.
Дальнейшая судьба и дата смерти неизвестны. Полагают, что с установлением Советской власти Янчевский погиб среди первых представителей минской интеллигенции.

## Интересный факт
Сохранился документ, что 7 июня 1891 года  Янчевский обратился  в Минскую городскую управу с просьбой о предоставлении ему земельного участка для строительства двухэтажного каменного здания по фасаду на 8 окон по улице Петропавловской (ныне улица Энгельса). Именно в бывшем особняке Янчевского находилась резиденция  генерального комиссара Белоруссии Вильгельма Кубе, которого 22 сентября 1943 года антифашисты-подпольщики взорвали в его собственной кровати.
В послевоенное время в здании находился музей Ивана Купала. В 1976 году опустевший особняк был взорван.

### Рекомендованные источники
- Николаев А. Б. Борьба сил революции и контрреволюции в связи с созывом Государственного совещания (апрель - август 1917 года): Диссертация.... кандидата исторических наук. — Л., 1989.
- Российский государственный исторический архив. Фонд 1278. Опись 1 (1-й созыв). Дело 26. Лист 2, 3; Фонд 1327. Опись 1 (1905 год). Дело 141. Лист 83 оборот —- 84; Дело 143. Лист 76/б.